# Robert Owen (Dartspieler)
Robert „Rob“ Owen (* 23. September 1984 in Ogmore Valley) ist ein walisischer Dartspieler.

## Karriere
Robert Owen konnte sich 2014 mit einem Tagessieg bei der PDC Qualifying School eine Tourkarte sichern. Doch auf der PDC Pro Tour konnte er nicht genügend Preisgeld einspielen und musste 2016 erneut bei der Qualifying School antreten. Dieses Mal erspielte er sich eine Tour Card über die Punkterangliste. Im weiteren Verlauf des Jahres konnte er sich mit dem European Darts Grand Prix 2016 lediglich einmal für ein Event auf der European Darts Tour qualifizieren. 2017 folgte dann der Durchbruch, als er bei den Players Championships im Februar ein Viertelfinale erreichte und sich für drei Turniere auf der European Darts Tour qualifizierte. Des Weiteren konnte er sich für die Players Championship Finals qualifizieren, wo er allerdings in der ersten Runde ausschied. Trotz der Resultate im Jahr 2017 musste er zum Jahreswechsel erneut bei der Qualifying School antreten, wo er am zweiten Tag durch einen Tagessieg sich zum dritten Mal eine Tour Card sicherte. Anfang März nahm er erstmals an den UK Open teil und konnte dort bis ins Halbfinale vordringen, dort unterlag er schließlich dem Australier Corey Cadby. Doch in der folgenden Zeit konnte Owen keine weiteren zählbaren Resultate erzielen und verlor Anfang 2020 seine Tourkarte. Diese konnte er sich bei der Qualifying School auch nicht erneut zurückholen. Aus diesem Grund trat Owen erstmals bei Turnieren auf der Challenge Tour an. Über einen Rileys Qualifier erreichte der Waliser die UK Open 2020, wo er jedoch in der ersten Runde gegen Lewis Williams ausschied. Im Januar 2022 konnte erstmals ein Finale auf der Challenge Tour erreichen, welches er allerdings gegen Scott Williams verlor. Auch in seinem zweiten Finale gegen Jurjen van der Velde im Juli beendete er als Verlierer. Im September hingegen setzte er sich in einem Finale gegen den Niederländer Christian Kist durch. Durch seine Resultate auf der Challenge Tour qualifizierte er sich als Erstplatzierter der Challenge Tour Order of Merit für die PDC World Darts Championship 2023. Dort schied er in der ersten Runde aus. Am 5. September 2023 spielte er beim Players Championship 21 gegen Ritchie Edhouse einen Neundarter.

## Weltmeisterschaftsresultate

### PDC
- 2023: 1. Runde (2:3-Niederlage gegen  Andrew Gilding)
- 2025: Achtelfinale (3:4-Niederlage gegen  Callan Rydz)

## Turnierergebnisse
| Turnier                     | 2017               | 2018               | 2019               | 2020               | ......             | 2023               | 2024               | 2025 |
| --------------------------- | ------------------ | ------------------ | ------------------ | ------------------ | ------------------ | ------------------ | ------------------ | ---- |
| PDC-Ranking-Turniere        |                    |                    |                    |                    |                    |                    |                    |      |
| Weltmeisterschaft           | nicht qualifiziert | nicht qualifiziert | nicht qualifiziert | nicht qualifiziert | nicht qualifiziert | 1R                 | n/q                | AF   |
| World Masters               | nicht ausgetragen  | nicht ausgetragen  | nicht ausgetragen  | nicht ausgetragen  | nicht ausgetragen  | nicht ausgetragen  | nicht ausgetragen  | VR   |
| UK Open                     | n/q                | HF                 | 3R                 | 1R                 | n/q                | 1R                 | 3R                 | AF   |
| Players Championship Finals | 1R                 | nicht qualifiziert | nicht qualifiziert | nicht qualifiziert | nicht qualifiziert | nicht qualifiziert | nicht qualifiziert |      |
| Karrierestatistiken         |                    |                    |                    |                    |                    |                    |                    |      |
| Jahresendplatzierung        | 80                 | 76                 | 74                 | –                  | 134                | 116                | 77                 |      |

| Legende zu den Turnierergebnissen | Legende zu den Turnierergebnissen | Legende zu den Turnierergebnissen | Legende zu den Turnierergebnissen | Legende zu den Turnierergebnissen | Legende zu den Turnierergebnissen | Legende zu den Turnierergebnissen | Legende zu den Turnierergebnissen | Legende zu den Turnierergebnissen | Legende zu den Turnierergebnissen |
| --------------------------------- | --------------------------------- | --------------------------------- | --------------------------------- | --------------------------------- | --------------------------------- | --------------------------------- | --------------------------------- | --------------------------------- | --------------------------------- |
| n/t                               | nicht teilgenommen                | n/q                               | nicht qualifiziert                | n/a                               | nicht ausgetragen                 | #R                                | Aus in jeweiliger Runde           | GP                                | Aus in der Gruppenphase           |
| AF                                | Achtelfinalist                    | VF                                | Viertelfinalist                   | HF                                | Halbfinalist                      | F                                 | Turnierfinalist                   | S                                 | Turniersieger                     |

## Titel

### PDC
- Secondary Tour Events
  - PDC Challenge Tour
    - PDC Challenge Tour 2022: 16